# Cantone di Châteaudun
Il Cantone di Châteaudun è una divisione amministrativa dell'arrondissement di Châteaudun.
A seguito della riforma approvata con decreto del 24 febbraio 2014, che ha avuto attuazione dopo le elezioni dipartimentali del 2015, è passato da 17 a 29 comuni.

## Composizione
I 17 comuni facenti parte prima della riforma del 2014 erano:
- La Chapelle-du-Noyer
- Châteaudun
- Civry
- Conie-Molitard
- Donnemain-Saint-Mamès
- Jallans
- Lanneray
- Logron
- Lutz-en-Dunois
- Marboué
- Moléans
- Ozoir-le-Breuil
- Saint-Christophe
- Saint-Cloud-en-Dunois
- Saint-Denis-les-Ponts
- Thiville
- Villampuy

Dal 2015 i comuni appartenenti al cantone sono i seguenti 29:
- Alluyes
- Bonneval
- La Chapelle-du-Noyer
- Châteaudun
- Civry
- Conie-Molitard
- Dancy
- Dangeau
- Donnemain-Saint-Mamès
- Flacey
- Jallans
- Lanneray
- Logron
- Lutz-en-Dunois
- Marboué
- Moléans
- Montboissier
- Montharville
- Moriers
- Ozoir-le-Breuil
- Saint-Christophe
- Saint-Cloud-en-Dunois
- Saint-Denis-les-Ponts
- Saint-Maur-sur-le-Loir
- Saumeray
- Thiville
- Trizay-lès-Bonneval
- Villampuy
- Villiers-Saint-Orien